# 久保田五十一
久保田 五十一（くぼた いそかず、1943年4月6日 - ）は、日本のバット職人。ミズノテクニクス株式会社プロバットマイスター。2003年、「現代の名工」に認定された。
岐阜県養老町生まれ。高田中学校卒業。1959年、ミズノ株式会社に入社。入社以来、一貫してバット製造に従事した。なお、野球経験はなかった。1965年頃からプロ野球選手用のバット製造に携わり、落合博満、ランディ・バース、衣笠祥雄、イチロー、松井秀喜、ピート・ローズらのバットを手がけた。2000年、ミズノの早期退職制度に応募するが、後継者育成のために慰留された。2003年、「現代の名工」に選ばれた。2005年、黄綬褒章受章。2014年、バット職人を引退した。
日本における野球バット製造の第一人者であり、木材の選別から削り出し、研磨にいたる全ての工程に熟練していた。各選手の注文に合わせたバットを、寸分の狂いなく、10分～15分という短時間で製造していた。